# Středoevropská nížina
Středoevropská nížina (polsky Niż Środkowoeuropejski, rusky Среднеевропейская равнина), v některých zemích nazývaná Severoevropská nížina (nizozemsky Noord-Europese Laagvlakte, dánsky Nordeuropæiske Lavland), případně Severoněmecká nížina (německy Norddeutsches Tiefland), je rozsáhlá geomorfologická provincie a nížina, která se táhne od nizozemského pobřeží Severního moře na západě až po východní hranici Polska. Hranice mezi Středoevropskou a Východoevropskou nížinou vede podle polských geografů od východního konce Gdaňské zátoky na jihovýchod přes města Olštýn a Lomže do údolí Bugu, který tvoří hranici Polska s Běloruskem a Ukrajinou.

## Geomorfologické členění
Podle geomorfologického členění Polska (Jerzy Kondracki) se Středoevropská nížina dělí na následujících 7 podprovincií. Tomu odpovídá i geomorfologické členění Česka (Jaromír Demek), podle kterého je Středoevropská nížina provincií a na české území zasahuje svou subprovnicií Středopolské nížiny.
- Jutský poloostrov (Półwysep Jutlandzki, 311)
- Severomořské pobřeží (Pobrzeża Morza Północznego, 312)
- Jihobaltské pobřeží (Pobrzeża Południowobałtyckie, 313)
- Jihobaltské pojezeří (Pojezierza Południowobałtyckie, 314-316)
- Brabantsko-vestfálské nížiny (Niziny Brabancko-Westfalskie, 319)
- Sasko-lužické nížiny (Niziny Sasko-Łużyckie, 317)
- Středopolské nížiny (Niziny Środkowopolskie, 318)

Německé geomorfologické členění podle Spolkového úřadu ochrany přírody (Bundesamt für Naturschutz) z roku 1994 se omezuje na území Německa a na úrovni provincie Středoevropská nížina má velkoregion (Großregion) Norddeutsches Tiefland (Severoněmecká nížina). Dělí ho na dva regiony (Region):
- Nordwestdeutsches Tiefland (Západní Severoněmecká nížina)
- Nordostdeutsches Tiefland (Východní Severoněmecká nížina)

Václav Král dělí Středoevropskou nížinu typologicky podle stop, které kde zanechalo zalednění dob ledových:
- Pobřeží Severního moře
- Pobřeží Baltského moře
- Oblast mladých morén
- Oblast starých morén
- Nezaledněná oblast

## Nejvyšší vrstevnice Středoevropské nížiny
Dle publikace Vyšší geomorfologické jednotky České republiky je nejvyšším bodem geomorfologického celku Opavská pahorkatina/Płaskowyż Głubczycki (a zároveň oblasti/podsoustavy Slezská nížina, subprovincie/soustavy Středopolské nížiny a provincie Středoevropská nížina) vrstevnice 340 m n. m. jihovýchodně od vrchu Hradisko/Přední Cvilínský kopec. Vrch Hradisko/Přední Cvilínský kopec má 441 m n. m. a nachází se 2,5 km jihovýchodně od města Krnov v okrese Bruntál.
Nejvyšší horou Středoevropské nížiny je Wieżyca (328,7 m n. m.) v pohoří Wzgórza Szymbarskie, druhou nejvyšší horou je Plechowa Góra (328 m n. m.) v Opavské pahorkatině mezi vesnicemi Boboluszki a Branice.